# Clara Smitt
Clara Smitt (Kortenaken, 27 maart 1924 - Hasselt, 25 februari 2011) was een Belgisch senator.

## Levensloop
Smitt werd provinciaal secretaris van de Kristelijke Arbeidersvrouwen.
Als lid van de CVP zetelde ze lange tijd in de Belgische Senaat: van 1974 tot 1987 was ze rechtstreeks gekozen senator namens het arrondissement Hasselt-Tongeren-Maaseik. 
In de periode april 1974-oktober 1980 zetelde ze als gevolg van het toen bestaande dubbelmandaat ook in de Cultuurraad voor de Nederlandse Cultuurgemeenschap, die op 7 december 1971 werd geïnstalleerd. Vanaf 21 oktober 1980 tot december 1987 was ze lid van de Vlaamse Raad, de opvolger van de Cultuurraad en de voorloper van het huidige Vlaams Parlement. Van februari 1981 tot december 1987 maakte ze als secretaris deel uit van het Bureau (dagelijks bestuur) van de Vlaamse Raad.